# Baía de Iligan

Mapa que mostra a baía de Iligan rodeando Misamis Occidental na costa norte de Mindanao (Filipinas).

A baía de Iligan  é uma baía na costa norte de Mindanao, nas Filipinas. Faz parte do mar de Bohol. As províncias ao longo da sua costa são Misamis Occidental, Misamis Oriental, Zamboanga del Sur e Lanao del Norte. Ozamiz City é o maior porto nesta baía. Outras cidades importantes são Iligan City e Oroquieta City. Uma parte da baía de Iligan, a baía de Panguil, forma uma fronteira natural entre a península de Zamboanga e o resto da ilha de Mindanao.